# Odontomachus floresensis
Odontomachus floresensis är en myrart som beskrevs av Brown 1976. Odontomachus floresensis ingår i släktet Odontomachus och familjen myror. Inga underarter finns listade i Catalogue of Life.